# Paul Slevogt

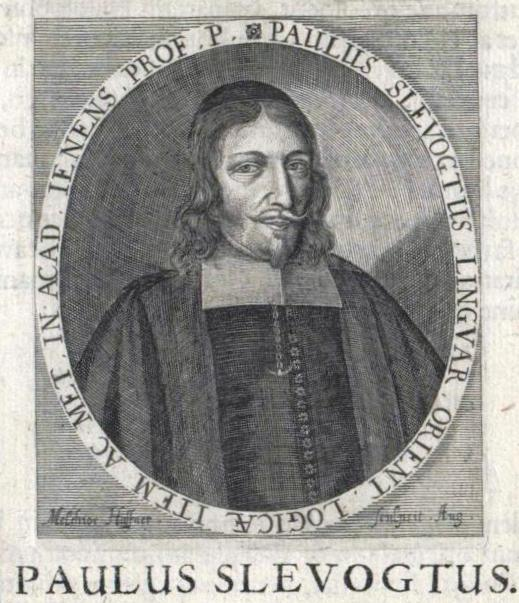
Paul Slevogt

Paul Slevogt (auch: Schlevogt; * 29. April 1596 in Possendorf, heute Weimar; † 22. Juni 1655 in Jena) war ein deutscher Philologe.

## Leben
Der Sohn des Martin Slevogt († 1622) und der Anna Sundthausen hatte mehrere Schulen an verschiedenen Orten durchlaufen. Von Weimar kommend, immatrikulierte er sich 1615 an der Universität Jena, wo er nach einem Studium der philosophischen Wissenschaften 1620 den akademischen Grad eines Magisters erwarb. Danach hielt er Privatvorlesungen in Jena, wurde 1621 Konrektor der Martinschule in Braunschweig und erhielt 1622 die Dichterkrone von Otto Melander. Da er in Weimar mit einer Probepredigt das sächsische Herrscherhaus beeindruckt hatte, kehrte er 1624 nach Jena zurück und wurde 1625 Professor der griechischen und hebräischen Sprache an der Jenaer Hochschule.
Man hatte ihm auch eine theologische Professur vorgeschlagen, die er jedoch ablehnte und sich dennoch an der 1650 durchgeführten Kirchenvisitation beteiligte. Als Daniel Stahl gestorben war, übertrug man ihm zudem 1654 die Professur der Logik und Metaphysik. In diesem Amt kam er jedoch nicht mehr zur Entfaltung, da er am 28. August 1654 einen Schlaganfall erlitt und nach fast einem Jahr durch einen erneuten Schlaganfall starb. Slevogt hatte sich auch an den organisatorischen Aufgaben der Jenaer Hochschule beteiligt. So war er mehrfach Dekan der philosophischen Fakultät sowie dreimal in den Sommersemestern 1633, 1643 und 1649 Rektor der Alma Mater. Sein Leichnam wurde am 25. Juni 1655 in der Stadtkirche von Jena begraben.

## Familie
Slevogt war zwei Mal verheiratet. Aus seiner 1627 in Jena geschlossenen Ehe mit Ursula Freyer (* 1608 in Jena; † 12. Mai 1636 ebd.), der Tochter des Stadtsyndikuses Wolfgang Freyer (* 1578 in Buttstädt; † 1634 in Jena) und dessen Frau Ursula Hübner (* 1585 in Jena; † 1612 ebd.), der Enkelin des Bürgermeisters Andreas Hübner, sind drei Söhne und eine Tochter hervorgegangen. Von den Kindern kennt man:
- Paul Andreas Slevogt (* 1628 in Jena; † 1633 ebd.)
- Paul Slevogt d. J. (* & † 1636 in Jena)
- Johannes Slevogt (* 21. Mai 1632 in Jena; † 1. Januar 1699 in Oberweimar) Pfarrer in Oberweimar, verh. 8. November 1669 in Jena mit Anna Elisabeth Pascasius († 28. April 1695 in Oberweimar)
- Anna Maria Slevogt (* 1630 in Jena; † 1672 ebd.) heiratete am 20. November 1648 den damaligen Rektor der Jenaer Stadtschule und späteren Professor der griechischen und lateinischen Sprache an der Universität Jena Mag. Johann Frischmuth
- Johannes Slevogt (* 1632 in Jena; † 1699 in Oberweimar) verh. 1669 mit Anna Elisabeth Pascasius
- Anna Christina Slevogt (* 1634 in Jena; † 1635 ebd.)
- Gottfried Slevogt (* 1634 in Jena; † 1655)

Seine zweite Ehe schloss er 1640 mit Barbara Catharina (* 1621 in Jena; † 1695 ebd.), der Tochter des Jenaer Stadtrichters Martin Ringler. Aus dieser Ehe gingen drei Söhne und vier Töchter hervor. Von den Kindern ist bekannt:
- Johann Philipp Slevogt
- Johann Adrian Slevogt (* 1653 in Jena; † 1726 ebd.)
- Eva Slevogt (* 1643 in Jena; † 1655)
- Barbara Catharina Slevogt (* 1. April 1645 in Jena; † 7. November 1671 in Ohrdruf) verh. 7. November 1670 in Jena mit Dr. med. & Mag. phil. Dozent für Mathe in Jena, Martin Hartmann (* 17. März 1643 Ohrdruf; † 24. Dezember 1693 in Weimar)
- Anna Elisabeth Slevogt (* 1647 in Jena; † 1655 ebd.)
- Regina Maria Slevogt (* 1651 in Jena; † 1652 ebd.)